# هنری لویزا سبایوس
هنری لویزا سبایوس (انگلیسی: Henry Loaiza-Ceballos؛ زادهٔ ۴ فوریهٔ ۱۹۴۸) یک قاچاقچی سابق مواد مخدر اهل کلمبیا است که عضو کارتل کالی بود. لویزا عمدتاً مسئول دستگاه نظامی کارتل بود، اما در حمل و نقل مواد مخدر غیرقانونی نیز دست داشت.